# Tekla Ratomska
Tekla z Ratomskich Kościuszkowa herbu Roch III (ur. ok. 1715, zm. 1768) – żona Ludwika Tadeusza Kościuszki od 1746, matka Tadeusza Kościuszki.